# 147766 Elisatoffoli
147766 Elisatoffoli este un asteroid din centura principală de asteroizi.

## Descriere
147766 Elisatoffoli este un asteroid din centura principală de asteroizi. A fost descoperit pe 26 august 2005 la Campo Catino de Ugo Tagliaferri și Franco Mallia. Asteroidul prezintă o orbită caracterizată de o semiaxă mare de 3,07 ua, o excentricitate de 0,03 și o înclinație de 10,6° în raport cu ecliptica.